# Hemigyrus acutifolius
Hemigyrus acutifolius är en insektsart som beskrevs av Brunner von Wattenwyl 1895. Hemigyrus acutifolius ingår i släktet Hemigyrus och familjen vårtbitare. Inga underarter finns listade i Catalogue of Life.